# Dwór obronny w Wiewiórce

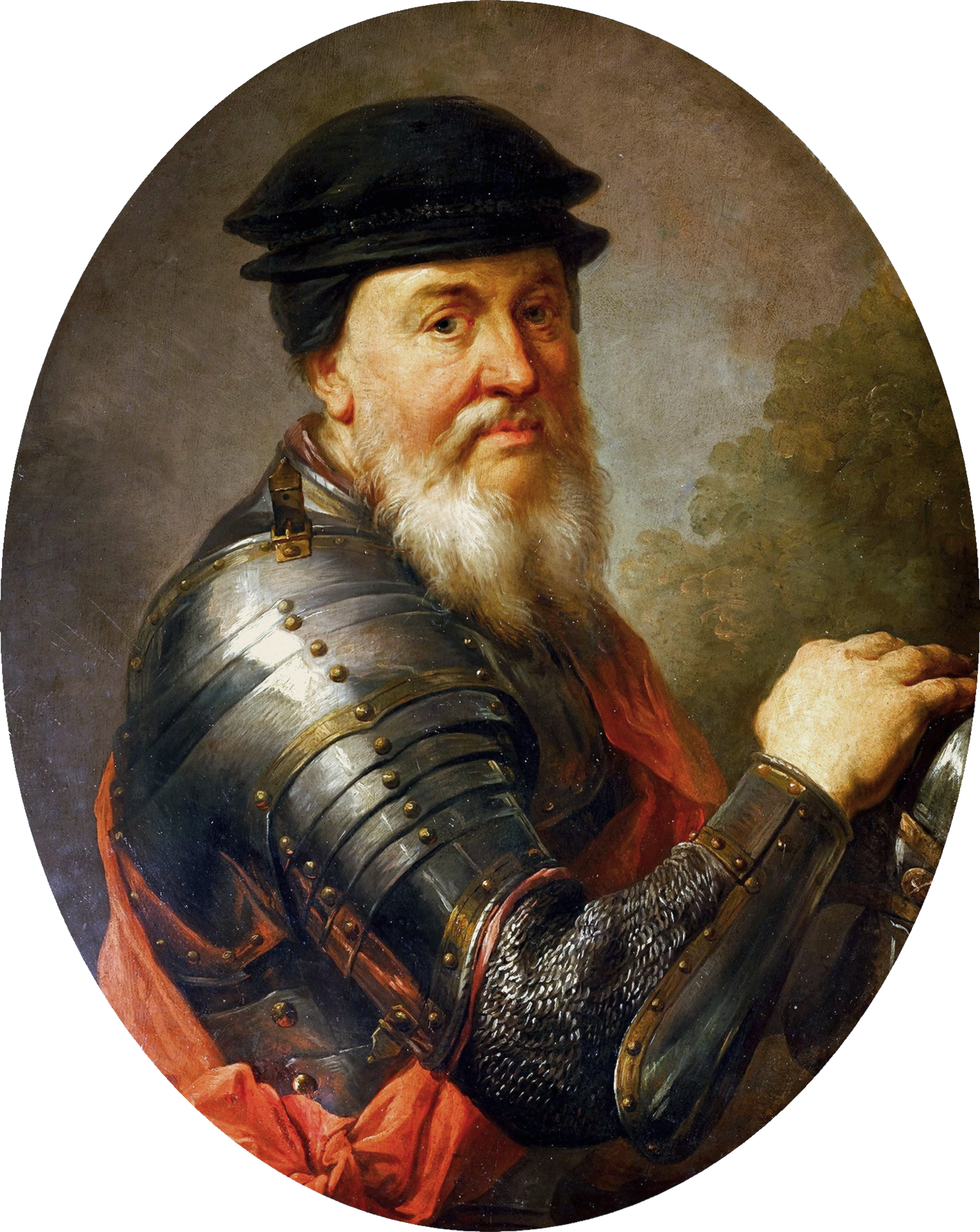
Hetman wielki koronny Jan Tarnowski

Dwór obronny w Wiewiórce – dwór obronny, który znajdował się w Wiewiórce w powiecie dębickim w województwie podkarpackim, zaklasyfikowany jako zamek w pracy M. Szope . Według tradycji było to ulubione miejsce pobytu hetmana wielkiego koronnego Jana Tarnowskiego, który zmarł w Wiewiórce w 1561 roku. 

## Historia
Data powstania, wygląd i data zniszczenia dworu nie są znane. Wiadomo, że Wiewiórka należała w przeszłości do kilku polskich rodów magnackich; przechodziła z rąk do rąk w drodze dziedziczenia lub jako posag. W „Księdze uposażeń diecezji krakowskiej” (Liber beneficiorum dioecesis Cracoviensis, 1470–1480) Jana Długosza znajduje się wzmianka, że Wiewiórkę otrzymał Stanisław Tęczyński z żoną. W 1508 roku wieś należała do Barbary z Rożnowa, wnuczki Zawiszy Czarnego z Garbowa, matki hetmana wielkiego koronnego Jana Tarnowskiego. Po śmierci hetmana w 1561 przeszła na jego córkę Zofię Tarnowską, dziedziczkę całej fortuny ojca; później znajdowała się w rękach Ostrogskich, Zasławskich i Sanguszków. Z przekazów wynika, że w Wiewiórce często przebywali Ostrogscy i Zasławscy, jednak nie wiadomo, czy rezydowali w dawnym dworze hetmana Tarnowskiego.
Na terenie miejscowości zachowało się niewielkie wzniesienie w kształcie kwadratu o bokach 30 na 30 metrów, bez śladów dawnej zabudowy, otoczone fosą o szerokości około 7 metrów i głębokości około 2-3 metrów. W miejscu tym odkryto w 1961 roku odłamki ceramiki i kafle piecowe datowane na późne średniowiecze, co pozwoliło wysunąć przypuszczenie, że znajdował się tu dwór hetmana. Układ terenu sugeruje, że w jednym z narożników wzniesienia mogła się znajdować baszta lub wieża.